# Gammalbodtjärnarna, Jämtland
Gammalbodtjärnarna är en sjö i Bräcke kommun i Jämtland och ingår i Ljungans huvudavrinningsområde.